# Leoplán
Leoplan fue una revista literaria y de contenidos periodísticos de Argentina perteneciente a Editorial Sopena Argentina S.A. que fue fundada por Ramón Sopena. El primer número apareció el 7 de noviembre de 1934 y dejó de publicarse en 1965; su objetivo principal era proponer un plan para la lectura y de ahí derivaba su nombre, una obra de divulgación cultural sin cortes y con un criterio de visión muy avanzado que demostró que las revistas también pueden servir para educar a la gente. Inicialmente se publicaba mensualmente y luego pasó a publicarse “cada miércoles alternado”.

## Contenido

### Obras literarias
La revista influyó sobre varias generaciones a las que acercó en los más de 700 números publicados, obras de la literatura universal así como material periodístico de calificados autores. Se la podía encontrar tanto en la sala de espera de un médico o en la peluquería con en una biblioteca y pasaron por la revista obras de autores rusos, entre ellos, Fiódor Dostoyevski, Lev Tolstói, Andréyev o Chéjov, franceses como Julio Verne, Maupassant, Emile Zola, Somerset Maugham, Alejandro Dumas o Balzac, estadounidenses como Jack London, Edgar Allan Poe, William Irish, Dashiell Hammett, Ambrose Bierce y S.S. Van Dine, ingleses como Conan Doyle, Roald Dahl y H. G. Wells, italianos como Giovanni Papini, belgas como George Simenon, austríacos como Vicki Baum y Stefan Zweig. No desdeñaba los relatos policiales ni los de ciencia ficción. Los relatos estaban ilustrados con dibujos y, a veces, con los fotogramas de filmes en los que aparecen las estrellas más famosas representando a los personajes.
Algunos ejemplares para leer en línea: http://algunasleoplan.blogspot.com.ar/

### Historietas
También publicaba historietas, y en sus páginas estuvieron Don Mateo (de Olivas), Max y Tin y Goyo y Panchita (de Fantasio), Tío Juan (de Valencia), Esculapio Sandoval (de Torino) y El vasco Anchoa (de González Fossat). Cabe recordar que en Leoplán se publicó por primera vez la historieta Mafalda, del dibujante Quino. Había creado el personaje en 1963 para satisfacer un pedido de publicidad de lavarropas para una campaña que no llegó a hacerse.
| Números | Fecha           | Título    | Autoría  |
| ------- | --------------- | --------- | -------- |
| 5-29    | 03/1936-02/1937 | Max y Tin | Fantasio |

### Otros contenidos
Entre las notas periodísticas había entrevistas de personajes famosos o desconocidos del país, a cargo de periodistas ya consagrados como Enrique González Tuñón, Carlos Duelo Cavero, Adolfo R. Avilés e Ignacio Covarrubias y jóvenes como Horacio de Dios, Miguel Bonasso y Sergio Caletti e incluso notas del exterior, como por ejemplo de Erskine Johnson sobre cine desde Hollywood y de André B. Lartigau desde Europa. Miguel Brascó tuvo a su cargo un suplemento satírico y también había notas de divulgación científica, política, geográfica, artística, histórica, etc.
En 1953 comenzó a colaborar Rodolfo Walsh con notas sobre escritores como Conan Doyle, Papini y Ambrose Bierce y sobre literatura fantástica y policial. En 1956 escribió dos artículos apologéticos dedicados a militares insurgentes caídos durante el golpe del 16 de junio de 1955 contra el gobierno de Perón. En 1964 publicó el cuento La cólera de un particular y también los relatos Los nutrieros, Crimen a distancia, La sombra de un pájaro y Tres portugueses y un paraguas (sin contar el muerto). También tradujo, adaptó y presentó la novela Operation Heartbreak, de Duff Cooper.

## Contacto con los lectores
Leoplán no descuidaba el contacto con su público, por lo que además de una sección de correo de lectores en general, había varias secciones en las cuales además de las notas respondían consultas relativas a su tema específico: la de “Elegancia masculina” con su “consultorio del hombre elegante”; “Si tiene un tiempito... bástese a sí mismo” dedicada a las “cosas prácticas” con consultas sobre temas de pequeñas industrias y economía doméstica: “Arquitectura racional”; “Vida rural” y “Entre las torres”, sobre ajedrez a cargo del maestro Roberto Grau. 